# Mario Kart DS
Mario Kart DS és un videojoc de curses desenvolupat i publicat per Nintendo per a Nintendo DS. Va ser el primer joc per a Nintendo DS en utilitzar la tecnologia Nintendo Wi-Fi Connection.
A fi de desembre del 2005, un mes després de la seva sortida, Nintendo anuncia haver venut 800.000 exemplars de Mario Kart DS. Al 19 de febrer de 2006, s'havia venut més d'un milió d'unitats de manera única al Japó.

## Modes de joc
Existeixen cinc modes de joc : Gran Premi, Contra-Rellotge, Versus, Batalla i Missions. Només els modes Versus i Batalla són disponibles en multijugador.

### Gran Premi
El moda Gran Premi consisteix a concórrer a les diferents copes del joc amb bons resultats permetent desbloquejar circuits, cotxes o personatges. Quatre categories de cilindrades estan disponibles, corresponent a la velocitat dels cotxes i a la dificultat del joc : 50 cc (lent), 100 cc (normal), 150 cc (ràpid)i 150 cc Mirall (igual a 150 cc excepte que els circuits, quan es pot són fets a l'inrevés). Al final d'un circuit, els punts són atribuïts als competidors segons l'ordre d'arribada. Al final d'una copa, una classificació és atribuïda al jugador en funció del nombre de punts acumulats i del seu temps total.

### Contra-Rellotge
Aquest mode permet establir rècords de temps sobre circuits escollits, sense altres competidors. El jugador té la possibilitat d'activar un fantasma, que és una aparició translúcida del cotxe amb el que s'ha realitzat el millor temps fins llavors. Les dades fantasmes també poden ser rebudes des d'una altra Nintendo DS.

### Versus
En el mode Versus, el jugador amb juga contra personatges dirigits per la consola o contra altres jugadors en mode multijugador (fins a 8 jugadors). El jugador que ha creat la partida té la possibilitat de definir la selecció dels circuits (manual o aleatòria), el nombre de victòries necessàries per guanyar la partida o fins i tot dividir el conjunt dels competidors en dos equips.

### Batalla
Hi ha dos submodes en el mode batalla. El primer és la "Batalla de Globus", on el jugador ha de fer esclatar els globus dels adversaris. Bufant amb el micròfon de la consola, el jugador infla un globus procedent de la seva reserva. El segon és "Curses de Sols", on es tracta de recollir sols disseminats al desert. És possible robar els sols als altres jugadors. A intervals regulars, els jugadors que posseeixen menys sols perden la partida, i així fins que no quedi més que el guanyador.

### Missions
En aquest mode, el jugador ha de complir vuit missions en cada nivell, tals com recollir monedes, destruir un cert nombre d'objectes o d'enemics o realitzar relliscades turbo. Una classificació és atribuïda al jugador en funció de la seva prestació de temps. Una vegada fetes les missions, per avançar al nivell següent, el jugador ha d'efectuar una missió especial. Hi ha sis nivells, i un setè és desbloquejat si el jugador aconsegueix acabar tots els nivells amb una classificació d'almenys una estrella.

## Cotxes
Els cotxes posseeixen sis característiques que influeixen en el seu comportament. La prestació de cada cotxe sobre una característica és establerta per tal del que cada cotxe correspongui a un estil de joc. Per exemple, un cotxe molt eficient en velocitat podrà ser mediocre en manejabilitat.
- Velocitat: La velocitat màxima que pot arribar el cotxe.
- Acceleració: La velocitat en la qual el cotxe arriba la seva velocitat màxima des de zero.
- Pes: El pes total té en compte el pes del personatge. En cas d'enganxada, un cotxe pesant pren l'avantatge sobre un de més lleuger.
- Manejabilitat: La velocitat de rotació del cotxe.
- Derrapades: Capacitat per efectuar girs més estrets mentre es derrapa.
- Objectes: Oportunitat d'obtenir objectes poderosos, influeix també en la duració efectiva de certs objectes.

## Circuits
Els trenta-dos circuits disponibles són repartits en dues categories:
- GP NITRO:
  - Copa Xampinyó: Circuit en vuit / Cascades d'en Yoshi / Platge Cheep Cheep / Mansió d'en Luigi
  - Copa Flor: Desert del Sol / Ciutat Dofí / Pinball d'en Waluigi / Turons xampinyó
  - Copa Estrella: Alps DK / Rellotge Tic-Tac / Circuit d'en Mario / Fortalesa Aèria
  - Copa Especial: Estadi d'en Wario / Jardí de la Peach / Castell d'en Bowser / Camí de l'arc de Sant Martí

- GP RETRO:
  - Copa Closca: SNES Circuit d'en Mario / N64 Granja Mu Mu / GBA Circuit de la Peach / GCN Circuit d'en Luigi
  - Copa Plàtan: SNES Prat dels donuts / N64 Circuit Nevat / GBA Castell d'en Bowser / GCN Parc Bebè
  - Copa Fulla: SNES Platja Koopa / N64 Mont Xocolata / GBA Circuit d'en Luigi / GCN Pont Xampinyó
  - Copa Llampec: SNES Illa Xocolata / N64 Port Embruixat / GBA Jardi Blavós / GCN Circuit d'en Yoshi

## Objectes
Com en totes les versions de Mario Kart, de les capses que contenen objectes són disseminats a certs indrets sobre els circuits. Els objectes tenen un paper molt important en el joc, i permeten sovint prendre l'avantatge en una carrera o provocar inversions de situacions. El contacte amb una capsa posa en marxa una animació que es para sobre un objecte. Certs objectes poden ser posats al darrere del cotxe prement el botó L, la qual cosa permet prendre un segon objecte. Un objecte posat al darrere també pot servir d'escut contra els projectils llançat al darrere o fer que xoqui un adversari si entra en col·lisió amb l'objecte. Els competidors al capdavant de carrera reben dels objectes força dèbils, mentre que els jugadors en extrem de carrera reben objectes poderosos destinats a fer caure la situació.
- Plàtan: Un contacte amb un plàtan dipositat sobre el circuit provoca una caiguda. També pot ser llançat cap endavant.
- Triple plàtan: Activant aquest objecte, tres plàtans s'arrosseguen darrere el kart. A cada activació una d'elles és dipositada al circuit. Quan són darrere el cotxe, fan d'escut contra les closques.
- Closca verda: Un contacte amb una closca fa caure del cotxe. També pot ser llançada cap endarrere.
- Closca vermella: Aquesta closca persegueix l'adversari del davant. Té el mateix efecte que la closca verda. Quan és llançada darrere, ja no és guiada i es comporta com una closca verda.
- Triple closca verda: Té el mateix efecte que la closca verda. Activant aquest objecte, tres closques verdes giren al voltant del cotxe. A cada activació una d'elles és llançada. Quan giren al voltant del cotxe, serveixen també d'escut.
- Triple closca vermella: Té el mateix efecte que la closca vermella. Activant aquest objecte, tres closques vermelles giren al voltant del cotxe. A cada activació una d'elles és llançada. Quan giren al voltant del cotxe, serveixen també d'escut.
- Closca blava amb ales: Aquesta closca blava alada es dirigeix directament cap al jugador al capdavant de carrera en el moment del llançat.
- Capsa falsa: En contacte amb ell provoca una caiguda del cotxe. És idèntica a les capses dels objectes però sense el punt d'interrogació a l'interior i no gira sobre ella mateixa. S'utilitza per enganyar als altres jugadors.
- Bolet: L'activació dona un turbo al cotxe. Si el jugador que es beneficia del turbo entra en contacte amb un altre kart, l'envia cap al lateral.
- Triple bolet : Dona tres bolets.
- Bolet daurat : Dona una infinitat de bolets durant un temps limitat.
- Bomba: Una bomba que pot ser llançada endavant o darrere. Explota al cap d'un curt període o directament al contacte d'un cotxe.
- Blooper: Una vegada llançat encega tots els competidors que es troben davant el jugador amb tinta durant un període determinat. La tinta pot ser treta prematurament passant sobre una zona d'acceleració o utilitzant un bolet.
- Bala: Transforma el jugador en una bala que es desplaça a molt gran velocitat durant un període determinat. El contacte amb un altre jugador fa caure el cotxe contrincant.
- Boo: Torna el cotxe invisible i invulnerable un curt instant. El fet d'anar sobre els laterals no fa perdre velocitat. Si un competidor té un objecte, Boo li roba i li dona al jugador.
- Llampec: Tots els altres competidors són afectats per un llampec durant un temps provocant una volta i fent-los petits. Perden el seu objecte i la seva velocitat és disminuïda a la meitat. Llavors, els jugadors tornen a la talla normal partint de l'últim.
- Estrella: Torna invencible i augmenta la velocitat durant un cert temps. El fet d'anar sobre els laterals no fa perdre velocitat. Tots els adversaris tocats cauen, i perden el seu objecte.

## Online
És el primer joc de la consola a ser executable en línia gràcies al servei gratuït Nintendo Wi-Fi Connection que permet així enfrontar jugadors del món sencer. Jugar en línia es limita tanmateix a una selecció de 20 circuits de 32 i només 4 jugadors poden jugar de manera simultània en una mateixa carrera. És possible intercanviar un seu codi d'amic amb una altra persona per així jugar de manera única contra ell.